# August Weismann
Friedrich Leopold August Weismann (17 de gener de 1834 -5 de novembre de 1914) va ser un biòleg evolucionista alemany. Ernst Mayr considera que ell és el pensador evolutiu més important entre Charles Darwin i la síntesi evolutiva al voltant de 1930-40, i va ser "un dels grans biòlegs de tots els temps". Weismann va esdevenir el director de l'Institut Zoològic i el primer professor de Zoologia de la Universitat de Friburg. Va ser guardonat amb la Medalla Darwin-Wallace de la Societat Linneana de Londres el 1908.
La seva principal contribució va ser la teoria del plasma germinal, d'acord amb la qual (en un organisme multicel·lular) l'única herència té lloc per mitjà de les cèl·lules germinals-els gàmetes com ara cèl·lules d'òvuls i espermatozoides. Altres cèl·lules del cos, les cèl·lules somàtiques, no funcionen com agents de l'herència.
L'efecte és d'un sol sentit: Les cèl·lules germinals produeixen cèl·lules somàtiques. Les germinals no es veuen afectades per cap cosa que les cèl·lules somàtiques pateixin o aprenguin. Per tant, qualsevol habilitat que l'individu adquireix durant la seva vida. La informació genètica no pot passar de soma de germoplasma i encesa a la generació següent. Això es coneix com la barrera Weismann. Aquesta idea, de ser certa, elimina l'herència dels caràcters adquirits segons el que proposava Jean-Baptiste Lamarck.
La idea de la barrera de Weismann és central per a la síntesi evolutiva moderna, encara que no s'expressa avui dia en les mateixes condicions. Segons l'opinió de Weismann en gran manera el procés de mutació a l'atzar, el que ha de passar en els gàmetes (o cèl·lules mare que ells fan) és l'única font de canvi sobre la qual opera la selecció natural. Weismann va ser un dels primers biòlegs que negaren plenament l'herència dels caràcters adquirits. Les idees de Weismann van precedir la redescoberta del treball de Gregor Mendel, i encara que Weismann va ser cautelós en acceptar el mendelisme, investigadors més joves aviat ho feren.

## Biografia
Weismann era fill del professor d'institut Johann (Jean) Weismann Konrad (1804-1880), graduat en llengües antigues i teologia, i la seva muller Elise (1803-1850), Lübbren de nom de soltera, filla del regidor i alcalde von Stade, el 17 de gener de 1834 a Frankfurt del Main. Tingué una educació típica burgèsa del segle xix, rebent lliçons de música des dels quatre anys, i la redacció i classes de pintura de Jakob Becker (1810-1872) al Frankfurter Städelsche Institut de l'edat de 14 anys. El seu professor de piano era un col·leccionista de papallones devot i li va presentar a la recollida d'imagos i erugues. No obstant això, l'estudi de les ciències naturals era impensable a causa del cost i les limitades perspectives d'ocupació. Un amic de la família, Friedrich Wöhler (1800-1882), va recomanar l'estudi de la medicina. Una part de l'herència de la mare de Weismann li va permetre cursar estudis a Göttingen. Després de la seva graduació el 1856, va escriure la seva tesi doctoral sobre la síntesi d'àcid hipúric al cos humà.

### Vida professional
Immediatament després de la universitat, Weismann aconseguí una plaça d'assistent a la Städtische Klinik (clínica de la ciutat) a Rostock. Weismann aconseguí publicar dos manuscrits, un sobre l'àcid hipúric en els herbívors, i un sobre el contingut de sal del Mar Bàltic, i va guanyar dos premis. El document sobre el contingut de sal el va dissuadir d'esdevenir farmacèutic, ja que se sentia mancat de la precisió de l'apotecari.
Després d'un viatge d'estudis per a visitar els museus i les clíniques vieneses, es va graduar com a metge i es va establir a Frankfurt en una consulta el 1868. Durant la guerra entre Àustria, França i Itàlia el 1859, feu de cap d'oficials mèdics a l'exèrcit. Durant una llicència de les seves funcions, viatjà pel nord d'Itàlia i el comtat del Tirol. Després d'un any sabàtic a París, va treballar amb Rudolf Leuckart a la Universitat de Gießen. Va tornar a Frankfurt com a metge personal del desterrat Arxiduc Esteve, Palatí d'Hongria al castell de Schaumburg entre 1861 i 1863.
Des 1863, va ser privatdozent d'anatomia comparada i zoologia, des de 1866 professor extraordinari, i 1873-1912 professor titular, primer titular de la càtedra de zoologia i director de l'Institut Zoològic de la Universitat Albert Ludwig de Friburg de Brisgòvia jubilant-se el 1912.
El seu fill Julius Weismann (1879-1950) fou compositor.

## Contribucions en biologia evolutiva
Al començament, la preocupació de Weismann amb la teoria evolucionista fou la seva bregant amb el creacionisme cristià com una alternativa possible. En la seva obra «Über die Berechtigung der Darwin'schen Theorie» (sobre la justificació de la teoria darwinista) que compara el creacionisme i la teoria de l'evolució, concloent que molts fets biològics poden ser perfectament acomodats dins de la teoria evolutiva, però segueixen sent desconcertant si es considera el resultat dels actes de creació.
Després d'aquest treball, Weismann accepta l'evolució com un fet de la mateixa manera que els supòsits fonamentals de l'astronomia (heliocentrisme, per exemple). Les posicions de Weismann respecte als mecanismes de l'herència i del seu paper en l'evolució canvia durant la seva vida. Es poden distingir tres períodes.

### Estudis germànics sobre la cèl·lula
L'obra de Weismann sobre la delimitació entre la línia germinal i les línies somàtiques amb prou feina es pot apreciar sense tenir en compte el treball dels biòlegs alemanys durant la segona meitat del segle xix. Aquest va ser el moment en què els mecanismes de la divisió cel·lular va començar a ser entesoes. Eduard Strasburger, Flemming Walther, Heinrich von Waldeyer i el belga Edouard Van Beneden establiren les bases de la citologia i la citogenètica del segle xx. Strasburger, l'excepcional fisiòleg i botànic d'aquest segle, va encunyar els termes nucleoplasma i el citoplasma. Va dir que "els nous nuclis cel·lulars només poden sorgir de la divisió d'un altre nucli cel·lular". Van Beneden descobrí com els cromosomes es combinaven durant la meiosi, durant la producció de gàmetes, i descobrí i anomenà la cromatina. Walther Flemming, el fundador de la citogenètica, denominà la mitosi, i es pronuncia "omne nucleus e nuclei" (llatinització de la idea de la generació dels nuclis postulada per Strasburger). El descobriment de la mitosi, la meiosi i els cromosomes es considera com un dels cent descobriments científics més importants de tots els temps, i un dels deu descobriments més importants de la biologia cel·lular.
La meiosi va ser descoberta i descrita per primera vegada en ous d'eriçó de mar el 1876, per Oscar Hertwig. Foren descrits de nou el 1883, en el nivell dels cromosomes, per Van Beneden en ous d'Ascaris. La significació de la meiosi per a la reproducció i l'herència, però, va ser descrita per primera vegada el 1890 per Weismann, qui va observar que eren necessàries dues divisions cel·lulars per transformar una cèl·lula diploide en quatre cèl·lules haploides si el nombre de cromosomes havia de ser mantingut. Així, el treball dels citòlegs anteriors constituirien els fonaments del treball de Weismann, qui va complir la seva ment a les conseqüències de l'evolució, aspecte que els citòlegs no havien abordat. Tot això va succeir abans de la redescoberta del treball de Mendel (1900).

### 1868–1881/82
Weismann comença creient, igual que molts altres científics del segle xix, entre ells Charles Darwin, que la variabilitat observada d'individus d'una espècie es deu a l'herència dels esports (termini de Darwin). Creia, com està escrit el 1876, que la transmutació de les espècies és directament causada per la influència ambiental. També va escriure, "si cada variació es considera com una reacció de l'organisme a les condicions externes, com una desviació de la línia hereditària de desenvolupament, se segueix que no pot haver-hi evolució sense un canvi en l'ambient". Aquesta frase és similar a l'ús modern de la idea que els canvis ambientals poden intervenir sobre les pressions selectives sobre una població, de manera que porta a un canvi evolutiu. Weismann també va utilitzar la típica metàfora lamarckiana sobre l'ús i el desús d'un òrgan.

### 1882–1895
El primer rebuig de Weismann enfront de l'herència dels caràcters adquirits apareix en una conferència el 1883, titulada "Über die Vererbung" ("sobre l'herència"). De nou, com en el seu tractat sobre la creació versus l'evolució, en el seu intent d'explicar exemples individuals, ja sigui amb la teoria. Per exemple, l'existència de castes no reproductives en les formigues, com les obreres o els soldats, no es pot explicar per l'herència dels caràcters adquirits. La teoria del germoplasma, d'altra banda, ho fa sense esforç. Weismann va utilitzar aquesta teoria per explicar exemples originals de Darwin per "ús i desús", com ara la tendència a tenir ales degenerades i potes més fortes en les aus aquàtiques domèstiques.

### 1896–1910
Weismann va treballar en l'embriologia dels ous d'eriçó de mar, i en el curs d'aquest tipus observats diferents de la divisió cel·lular, és a dir, la divisió equatorial i la divisió reductiva, termes encunyats per ell (Äquatorialteilung i Reduktionsteilung respectivament).
La seva teoria del germoplasma estableix que els organismes multicel·lulars consisteixen en cèl·lules germinals que contenen informació hereditària i cèl·lules somàtiques que porten a terme les funcions corporals normals. Les cèl·lules germinals no es veuen influïdes ni per les influències ambientals ni pels canvis d'aprenentatge o morfològics que ocorren durant el curs de la vida d'un organisme, i que aquesta mena d'informació acumulada per cada organisme es perd en cada generació. Aquesta idea va ser il·luminada i explicada per la redescoberta del treball de Gregor Mendel a principis del segle XX (veure herència mendeliana).

### Experiments sobre l'herència de les mutilacions
La idea que les cèl·lules de la línia germinal contenen informació que passa a cada generació no afectat per l'experiència i independent de les cèl·lules somàtiques (cos) de les cèl·lules, va arribar a ser conegut com la barrera Weismann, i és sovint citat com un punt final a la teoria de Lamarck i l'herència dels caràcters adquirits. El que Lamarck afirmava era que l'herència dels caràcters adquirits per l'esforç o la voluntat.
Weismann realitzà un experiment en que amputà les cues dels 68 ratolins blancs, en repetides ocasions durant 5 generacions, i reportant l'absència de naixements de ratolins sense o fins i inclús amb una cua més curta. Afirmà que "es produïren 901 cries durant cinc generacions de pares artificialment mutilats i no obstant això no hi havia ni un sol exemplar d'una cua rudimentària o qualsevol altra anomalia en l'òrgan".
Weismann era conscient de les limitacions d'aquest experiment, i va deixar en clar que ell va emprendre l'experiment precisament perquè, en aquell moment, hi havia molts informes de mutilacions heretades en animals (fent referència a un informe relatiu a un gat que havia perdut la seva cua i que havia tingut nombrosa descendència sense cua). També hi havia informes de jueus que neixen sense prepuci. Cap d'aquestes afirmacions, va dir, eren suportades per l'evidència fiable que el pare havia estat en realitat mutilat, essent el caràcter distintiu degut a la càrrega de la línia germinal d'aquests llinatges i no pas a un incident traumàtic. El propòsit d'aquest experiment era establir fefaentment la possibilitat de l'herència de caràcters adquirits. Els resultats van ser consistents amb la teoria del germoplasma de Weismann.

## Publicacions de Weismann
- 1857 Ueber den Ursprung der Hippursaeure im Harn der Pflanzenfresser. Göttingen
- 1863 Über die Entstehung des vollendeten Insekts in Larve und Puppe
- 1864 Die Entwicklung der Dipteren
- 1866 Die Metamorphose der Corethra plumicornis, Leipzig, Wilhelm Engelmann, 1866 (83 pàgines)
- 1868. Über die Berechtigung der Darwin'schen Theorie: Ein akademischer Vortrag gehalten am 8. Juli 1868 in der Aula der Universität zu Freiburg im Breisgau. Engelmann, Leipzig.
- 1872. Über den Einfluß der Isolierung auf die Artbildung. Engelmann, Leipzig.
- 1875. Studien zur Descendenz-Theorie. I. Ueber den Saison-Dimorphismus der Schmetterlinge. Leipzig.
- 1876. Studien zur Descendenztheorie: II. Ueber die letzten Ursachen der Transmutationen. Leipzig.
- 1883. Die Entstehung der Sexualzellen bei den Hydromedusen: Zugleich ein Beitrag zur Kenntniss des Baues und der Lebenserscheinungen dieser Gruppe. Fischer, Jena.
- 1885. Die Continuität des Keimplasmas als Grundlage einer Theorie der Vererbung. Fischer, Jena.
- 1887. Zur Frage nach der Vererbung erworbener Eigenschaften. In: Biol. Zbl. 6:33–48
- 1887. Über die Zahl der Richtungskörper und über ihre Bedeutung für die Vererbung. Fischer, Jena.
- 1889 Essays upon Heredity Oxford Clarendon Press
- 1892. Das Keimplasma: eine Theorie der Vererbung. Fischer, Jena.
- 1892. Aufsätze über Vererbung und angewandet biologische Fragen Arxivat 2005-11-27 a Wayback Machine.. Fischer, Jena.
- 1893. Die Allmacht der Naturzüchtung: eine Erwiderung an Herbert Spencer. Jena.
- 1893 Germ-Plasm, a theory of Heredity
- 1902. Vorträge über Deszendenztheorie: Gehalten an der Universität zu Freiburg im Breisgau. Fischer, Jena. 2 Bde.